# Calizzano
Calizzano – miejscowość i gmina we Włoszech, w regionie Liguria, w prowincji Savona.
Według danych na rok 2004 gminę zamieszkiwały 1583 osoby, 25,1 os./km².